# San Luis (Santa Bárbara)
Pour les articles homonymes, voir San Luis.
San Luis est une municipalité du Honduras, située dans le département de Santa Bárbara. Elle comprend 32 villages et 137 hameaux.

## Source de la traduction
- (en) Cet article est partiellement ou en totalité issu de l’article de Wikipédia en anglais intitulé « San Luis, Santa Bárbara » (voir la liste des auteurs).